# One Room, Hiatari Futsū, Tenshi Tsuki.
One Room, Hiatari Futsū, Tenshi Tsuki. (Nhật: ワンルーム、日当たり普通、天使つき。 Hepburn: Wan Rūmu, Hiatari Futsū, Tenshi Tsuki., "Phòng đơn, ánh nắng thường, kèm thiên sứ.") là một loạt manga của Nhật Bản được viết và minh họa bởi matoba. Ban đầu, ấn phẩm xuất bản trực tuyến nhiều kỳ trên tạp trí Monthly Shōnen Gangan của Square Enix từ tháng 9 năm 2020 và đã được biên soạn thành sáu tập tankōbon. Phiên bản anime truyền hình chuyển thể do xưởng phim Okuruto Noboru sản xuất được phát sóng từ ngày 6 tháng 4 đến 22 tháng 6 năm 2024.

## Cốt truyện
Tokumitsu Shintarō là một học sinh trung học sống một mình trong một căn hộ, nhưng mọi chuyện trở nên bất ngờ khi một cô gái tên Towa xuất hiện trên ban công nhà anh. Cô ấy không chỉ vô cùng thuần khiết và ngọt ngào mà còn có điều gì đó khác biệt ở cô ấy - điều gì đó... tựa như một thiên sứ. Cô được Thiên giới gửi xuống để học về con người. Sau khi thuyết phục Shintaro về thân phận của mình, cô đã cùng chung sống với Shintaro.

## Nhân vật
Tokumitsu Shintarō (徳光 森太郎)
Lồng tiếng bởi: Umeda Shūichirō
Học sinh cao trung năm nhất sống một mình trong một căn hộ studio. Mặc dù cậu vẫn nhận được chu cấp từ bố mẹ, song cậu vẫn đi làm thêm tại quán ăn gia đình. Cậu đã nảy sinh tình cảm với Towa khi hai người sống chung với nhau.
Towa (とわ)
Lồng tiếng bởi: Tono Hikaru
Thiên sứ trẻ tuổi và vô cùng xinh đẹp được Thiên giới gửi từ thiên đường xuống hạ giới để tìm hiểu thêm về con người. Cô đến sống trong căn hộ của Shintarō và phụ việc nhà giúp anh. Mỗi khi phấn khích, đôi cánh của cô sẽ bung ra. Cô dường như không nhận ra tình cảm của Shintarō dành cho cô, nhưng cô vẫn rất quan tâm đến anh.
Tsutsumi Tsumugi (堤 つむぎ)
Lồng tiếng bởi: Tamegai Hana
Bạn cùng lớp của Shintarō, hai người bọn họ đã từng gặp nhau trong một khoảng thời gian ngắn ngủi khi còn nhỏ, cho đến khi họ đỗ cùng một trường trung học, lúc đó họ mới được tái ngộ. Vì trước đây Shintarō đã từng giúp cô, kể từ đó cô đem lòng thầm yêu cậu, đôi lúc cô trở nên cực kỳ ghen tuông mỗi khi thấy Shintarō tương tác với Towa.
Izumi Noeru (和泉 のえる)
Lồng tiếng bởi: Ōnishi Saori
Bạn học đồng thời là đồng nghiệp với Shintarō khi họ làm chung ở quán ăn. Thân phận thật là một yuki-onna (tuyết nữ), có khả năng tạo ra bão tuyết khi xúc động. Ban đầu cô ấy có tính cách lạnh lùng vì cô ấy không thể kết bạn với ai do năng lực của mình, nhưng đã trở nên cởi mở hơn sau khi cô trở thành bạn với Shintarō và những người khác. Tên của cô ấy xuất phát từ thực tế rằng ngày cô ấy được sinh ra là vào đêm Giáng sinh.
Lilishka (リリーシュカ Rirīshuka) / Kagami Sayuri (賀上 さゆり)
Lồng tiếng bởi: Ogura Yui
Bạn cùng lớp của Shintarō, là một thành viên của câu lạc bộ huyền bí và mắc phải hội chứng chūnibyō (hội chứng tuổi dậy thì). Thân phận thật sự là ma cà rồng. Cô ấy làm việc bán thời gian tại quán cà phê hầu gái.
Tsurumi Hisui (蔓深 ひすい)
Lồng tiếng bởi: Takao Kanon

Shiu (しう)
Lồng tiếng bởi: Kuno Misaki
Một cô bé Thiên sứ xuống Trái Đất để gặp Towa. Cô bé rất muốn bảo vệ Towa và phản đối việc cô ấy đến Trái đất, vì vậy cô bé đã đến thăm Towa với mục đích đưa cô ấy về nhà. Cô bé là người rất thích sữa.
Tokumitsu Mari (徳光 マリ)
Lồng tiếng bởi: Kayano Ai
Cô của Shintarō và cũng là chủ của căn hộ nơi cậu và Towa sống. Cô ấy làm nghề họa sĩ manga và thường xuyên chìm đắm vào công việc.

## Truyền thông

### Manga
Bộ truyện được viết và minh họa bởi matoba, bắt đầu được đăng nhiều kỳ trên trang tạp chí Monthly Shōnen Gangan của Square Enix vào ngày 12 tháng 9 năm 2020. Tính đến thời điểm tháng 4 năm 2024, đã có bảy tập tankōbon được phát hành.

#### Danh sách tập truyện
| # | Ngày phát hành       | ISBN              |
| - | -------------------- | ----------------- |
| 1 | 12 tháng 4 năm 2021  | 978-4-75-757196-9 |
| 2 | 12 tháng 10 năm 2021 | 978-4-75-757528-8 |
| 3 | 12 tháng 4 năm 2022  | 978-4-75-757875-3 |
| 4 | 12 tháng 10 năm 2022 | 978-4-75-758198-2 |
| 5 | 12 tháng 4 năm 2023  | 978-4-75-758520-1 |
| 6 | 12 tháng 10 năm 2023 | 978-4-75-758847-9 |
| 7 | 12 tháng 4 năm 2024  | 978-4-75-759149-3 |

### Anime
Vào ngày 4 tháng 10 năm 2023, bộ anime truyền hình được chuyển thể từ loạt manga đã được công bố. Bộ phim được sản xuất bởi xưởng phim Okuruto Noboru, Ōnishi Kenta giữ vai trò đạo diễn, vai trò giám sát kịch bản loạt phim do Yasukawa Shōgo đảm nhận cùng với Uetake Yūya đóng vai trò thiết kế nhân vật và Takizawa Shunsuke là người sáng tác nhạc nền. Bộ anime được phát sóng từ ngày 6 tháng 4 đến ngày 22 tháng 6 năm 2024 trên Tokyo MX và các mạng truyền hình khác. Ca khúc mở đầu có tựa "Your Color's Miracle" (君色のキセキ Kimi Iro no Kiseki) do Ogura Yui thể hiện, trong khi ca khúc kết phim mang tựa "Sunny Canvas" do SoundOrion thể hiện. Crunchyroll đã có bản quyền của bộ anime. Hãng Medialink chịu trách nhiệm cấp phép bộ phim tại thị trường Đông Nam Á, và châu Đại Dương (ngoại trừ Úc và New Zealand) với phiên bản phụ đề tiếng Việt trên kênh YouTube Ani-One Vietnam.

#### Tập phim
| TT. | Tiêu đề | Đạo diễn                       | Biên kịch      | Storyboarded by                | Ngày phát hành gốc  |
| --- | --- | ------------------------------ | -------------- | ------------------------------ | ------------------- |
| 1   | "Towa và Shintaro" Chuyển ngữ: "Towa to Shintarō" (tiếng Nhật: とわと森太郎)                                                                       | Ōnishi Kenta                   | Yasukawa Shōgo | Ōnishi Kenta                   | 6 tháng 4 năm 2024  |
| 2   | "Tôi làm cơm trưa cho cậu nhé?" Chuyển ngữ: "Obentō Tsukutte mo Ii desu ka?" (tiếng Nhật: お弁当作ってもいいですか？)                              | Ōnishi Kenta                   | Yasukawa Shōgo | Okita Miyana                   | 13 tháng 4 năm 2024 |
| 3   | "Người bạn lạnh lùng" Chuyển ngữ: "Tsumetai Tomodachi" (tiếng Nhật: つめたい友達)                                                                  | Iwata Yoshihiko                | Yasukawa Shōgo | Okita Miyana                   | 20 tháng 4 năm 2024 |
| 4   | "Sức thuyết phục của hàng thật đáng sợ thật" Chuyển ngữ: "Genbutsu no Settokuryoku tte Sugoi wa" (tiếng Nhật: 現物の説得力ってすごいわ)            | Sasaki Tatsuya                 | Yasukawa Shōgo | Sasaki Tatsuya                 | 27 tháng 4 năm 2024 |
| 5   | "Sau giờ học của hai người, sau giờ học của cả hai" Chuyển ngữ: "Futari no Hōkago, Futatsu no Hōkago" (tiếng Nhật: ふたりの放課後、ふたつの放課後) | Ōnishi Kenta                   | Yasukawa Shōgo | Ōnishi Kenta                   | 4 tháng 5 năm 2024  |
| 6   | "Cuộc tấn công của cô gái áp thấp" Chuyển ngữ: "Shūrai・Teikiatsu Yōjo" (tiếng Nhật: 襲来・低気圧幼女)                                             | Murakami Tsutomu               | Yasukawa Shōgo | Yoshikawa Hiroaki              | 11 tháng 5 năm 2024 |
| 7   | "Hầu hết Mangaka sau khi xong hạn chót đều như thế này" Chuyển ngữ: "Genkō Ake no Mangaka wa Daitai Kou" (tiếng Nhật: 原稿明けの漫画家は大体こう)  | Sasaki Tatsuya                 | Yasukawa Shōgo | Abe Yūichi                     | 18 tháng 5 năm 2024 |
| 8   | "Thế giới mỹ nghệ thật tuyệt vời làm sao" Chuyển ngữ: "Subarashiki Kana Yōshikibi no Sekai" (tiếng Nhật: すばらしきかな様式美の世界)               | Takehara Yūta                  | Yasukawa Shōgo | Yoshikawa Hiroaki              | 25 tháng 5 năm 2024 |
| 9   | "Không cần phải sợ đâu" Chuyển ngữ: "Kowakunai yo" (tiếng Nhật: こわくないよ)                                                                      | Takehara Yūta                  | Yasukawa Shōgo | Yoshikawa Hitoaki              | 1 tháng 6 năm 2024  |
| 10  | "Cả Towa và Noel đều đang học" Chuyển ngữ: "Towa mo Noeru mo, Benkyō Chū" (tiếng Nhật: とわものえるも、勉強中)                                     | Warita Keisuke                 | Yasukawa Shōgo | Yoshikawa Hiroaki              | 8 tháng 6 năm 2024  |
| 11  | "Đi trại hè nào!" Chuyển ngữ: "Gasshuku ni Ikō!" (tiếng Nhật: 合宿に行こう!)                                                                       | Sasaki Tatsuya                 | Yasukawa Shōgo | Sasaki Tatsuya                 | 15 tháng 6 năm 2024 |
| 12  | "Đến một nơi cao thật cao" Chuyển ngữ: "Takai Tokoro ni Itte Mita" (tiếng Nhật: 高いところに行ってみた)                                            | Ōnishi Kenta Yoshikawa Hiroaki | Yasukawa Shōgo | Ōnishi Kenta Yoshikawa Hiroaki | 22 tháng 6 năm 2024 |